# Centralny Bank Madagaskaru
Centralny Bank Madagaskaru (mal. Banky Foiben'i Madagasikara, fr. Banque Centrale de Madagascar, BCM) – bank centralny Madagaskaru z siedzibą w Antananarywie.
Podstawowym celem działalności Centralnego Banku Madagaskaru (BCM) jest utrzymanie stabilnej waluty. Bankowi przysługuje wyłączne prawo emitowania znaków pieniężnych Madagskaru. Do zadań banku należy także: prowadzenie gospodarki rezerwami dewizowymi, prowadzenie bankowej obsługi budżetu państwa, bank banków i sprawowanie funkcji nadzoru bankowego.

## Historia
Historia Banku Centralnego związana jest z historią kolonialną Madagaskaru. Madagaskar stał się protektoratem Francji w 1896 roku, a od 1897 roku francuską kolonią – wówczas też frank francuski stał się popularnym środkiem płatniczym, by w 1900 roku stać się oficjalną walutą Madagaskaru, którą pozostawał do grudnia 1928 roku.  
W początku lat 20. XX wieku niestabilność franka francuskiego wywołała popyt na walutę emitowaną lokalnie. W 1925 roku z inicjatywy sektora prywatnego, z udziałem rządu francuskiego i malgaskiego powstał Banque de Madagascar, który otrzymał prawo do lokalnej emisji franka – franka malgaskiego (FMG) emitowanego od 1 lipca 1925 roku – przez okres 20 lat. Po tym jak Komory oddzieliły się od Madagaskaru w 1945 roku, nazwa banku została zmieniona na Banque de Madagascar et des Comores i wprowadzono nowego franka CFA. Prawo emisji pieniądza zostało przedłużone na okres kolejnych 20 lat, przy czym bank musiał stworzyć cztery nowe lokalne oddziały i, oprócz pożyczek krótkoterminowych, rozpocząć udzielanie kredytów średniookresowych.  
W latach 1950–82 frank malgaski (FMG) był powiązany stałym kursem z frankiem francuskim. Po uzyskaniu niepodległości od Francji przywilej wydawania banknotów został przeniesiony do utworzonego w 1962 roku banku Institut d'Émission Malgache, który był wspólną własnością rządów Francji i Madagaskaru. Rezerwy banku spoczywały na specjalnym koncie francuskiego ministerstwa finansów, co gwarantowało nieograniczoną wymienialność FMG. Choć Madagaskar emitował od 1963 roku walutę własną – franka MGF, to do rozliczeń oficjalnych używał franka CFA. Jednocześnie Madagaskar wprowadził jako walutę księgową ariary (MGA), przy czym 1MGA = 5MGF.   
W 1973 roku Madagaskar opuścił strefę franka CFA i powołał do życia własny bank centralny, który przejął emisję waluty w 1974 roku. 1 sierpnia 2003 roku Madagaskar dokonał zmiany waluty oficjalnej i zastąpił franka ariary.

## Organizacja

### Prezes BCM
Prezes banku powoływany jest dekretem rady ministrów na czteroletnią kadencję, odnawialną jednokrotnie. Sprawuje funkcje prezesa zarządu banku centralnego oraz przewodniczącego Komisji Nadzoru Finansowego i Bankowości.
Odpowiada za zarządzanie bankiem, zapewnia realizację ustaw i rozporządzeń związanych z bankiem centralnym oraz uchwał zarządu. Zapewnia realizację polityki pieniężnej i kredytowej określanej przez radę dyrektorów. W realizacji zadań prezesa wspiera go dyrektor generalny, który zastępuje prezesa w przypadku nieobecności. 

#### Prezesi BCM
Lista podana za informacjami na stronie internetowej BCM w dniu 23 grudnia 2014:
- 1973–1983: Léon Maxime Rajaobelina
- 1984–1988: Richard Randriamaholy
- 1988–1993: Blandin Razafimanjato
- 1993–1994: Raoul Joëlson Ravelomanana
- 1996–2007: Gaston Edouard Ravelojaona
- 2007–2012: Frédéric Rasamoely
- 2012–2013: Guy Ratovondrahona
- 2013–2014: Mme Vonimanitra Razafimbelo
- od 2014    Alain Hervé Rasolofondraibe

### Rada Dyrektorów
Członkowie rady są powoływani w drodze rozporządzenia Rady Ministrów, na czteroletnią kadencję, odnawialną jednokrotnie.
Rada ustala politykę pieniężną i kredytową, podejmuje decyzje odnośnie do emisji i wymiany monet i banknotów Banku Centralnego, określa normy, zasady i warunki realizacji operacji Banku Centralnego, ustanawia przepisy wewnętrzne banku, zatwierdza regulamin pracowniczy i wynagrodzenia pracowników banku, przyjmuje budżet banku i zatwierdza sprawozdanie roczne. 

#### Skład Rady Dyrektorów
Lista podana za informacjami na stronie internetowej BCM w dniu 23 grudnia 2014:
- Olivier Hugues Rija Rajohnson
- Sahondramalala Esther Ratsimbazafy
- Thosun Eric Mandrara
- Vonintsalama Sehenosoa Andriambololona
- Alfred Rakotonjanahary
- Joseph Rakotomanga
- Calvin Randriamahafanjary Andriamitarijato
- Emmeline Rahantamalala Ramangalahy

### Cenzorzy
Cenzorzy są powoływani dekretem Rady Ministrów na czteroletnią kadencję, odnawialną jednokrotnie. Cenzorzy sprawują nadzór nad wszystkimi operacjami banku, zapewniając ich zgodność z przepisami znowelizowanej ustawy nr 94-004 o BCM z dnia 10 czerwca 1994. Uczestniczą w posiedzeniach rady z głosem doradczym.

## Działalność
Bank emisyjny – Centralny Bank Madagaskaru (BCM) ma wyłączne prawo emitowania znaków pieniężnych będących prawnym środkiem płatniczym na Madagaskarze. 
Bank banków – Centralny Bank Madagaskaru pełni w stosunku do banków funkcje regulacyjne, które mają na celu zapewnienie stabilności sektora bankowego. Organizuje system rozliczeń pieniężnych, prowadzi bieżące rozrachunki międzybankowe i aktywnie uczestniczy w międzybankowym rynku pieniężnym. BCM jest odpowiedzialny za stabilność i bezpieczeństwo całego systemu bankowego. Pełniąc funkcję banku banków, sprawuje kontrolę nad działalnością banków. 
Centralny bank państwa – Centralny Bank Madagaskaru prowadzi obsługę bankową budżetu państwa, prowadzi rachunki bankowe rządu oraz realizuje ich zlecenia płatnicze. Do zadań banku należy także prowadzenie gospodarki rezerwami dewizowymi oraz prowadzenie działalności dewizowej. 
Nadzór finansowy – Centralny Bank Madagaskaru odpowiada za nadzór sektora bankowego.